# Seinehochwasser 1910
Das Seinehochwasser 1910 war – nach dem Hochwasser von 1658  – das zweitgrößte bekannte Hochwasser an der Seine. Es betraf den größten Teil des Seinetals und verursachte, obwohl es keine Todesopfer forderte, hohe wirtschaftliche Schäden, insbesondere in Paris. Die Seine erreichte ihren Höchststand von 8,62 Metern am Pegel Pont d’Austerlitz am 28. Januar. Viele Viertel der Hauptstadt und zahlreiche Städte waren schon mehrere Wochen davor und auch danach überschwemmt. Der Anstieg des Hochwassers dauerte etwa 10 Tage, das Abfließen ungefähr 35 Tage.
Die Zuflüsse waren wegen der Unabhängigkeit verschiedener hydrologischer Systeme in unterschiedlichem Ausmaß betroffen.
Während des großen Hochwassers von 1910 trafen sich die Abgeordneten der Assemblée nationale in Booten, um ihre Arbeit wieder aufnehmen zu können. Dem Zuaven der Pont de l’Alma, einer Skulptur, an der die Pariser den Seinepegel messen, stand das Wasser bis zu den Schultern.

## Verlauf

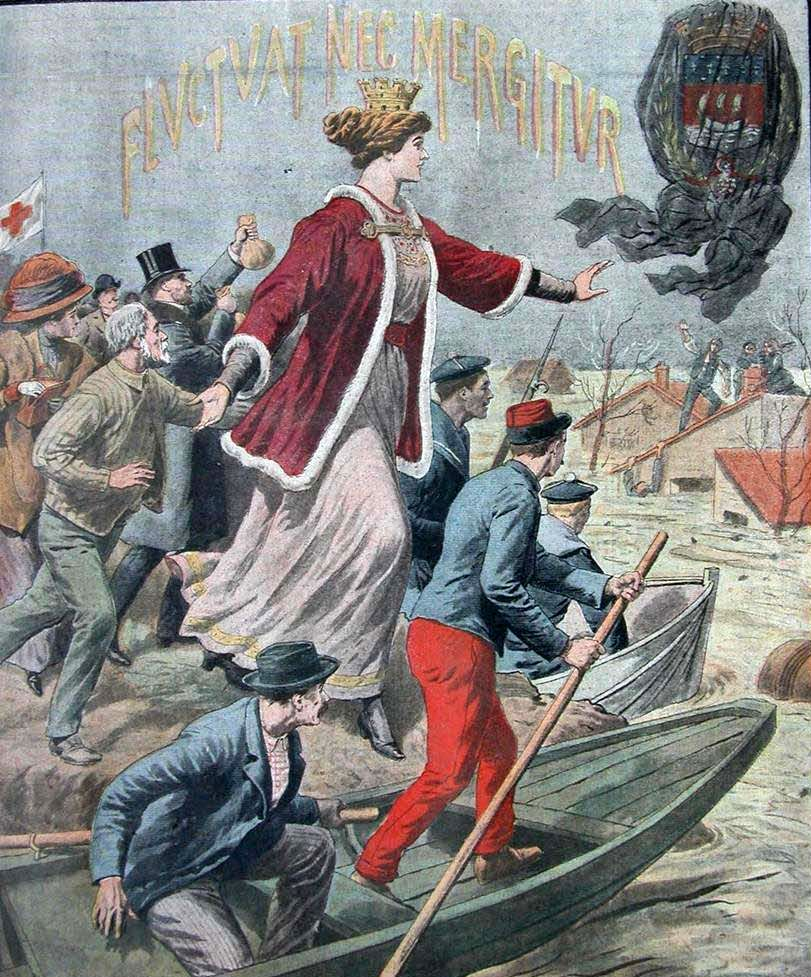
« Dans un élan généreux, Paris et la France ont secouru les inondés » („Mit großherzigem Elan halfen Paris und Frankreich den Überschwemmten“) In: Le Petit Journal 13. Februar 1910.

### Ursachen
Die Ursachen des Hochwassers liegen in der Verbindung mehrerer Faktoren:
- hohe Niederschläge
- Schnee und Frost
- Übertreten mehrerer Gewässer: Yonne, Loing, Grand Morin
- wassergesättigte Böden im gesamten Pariser Becken

### Chronologie

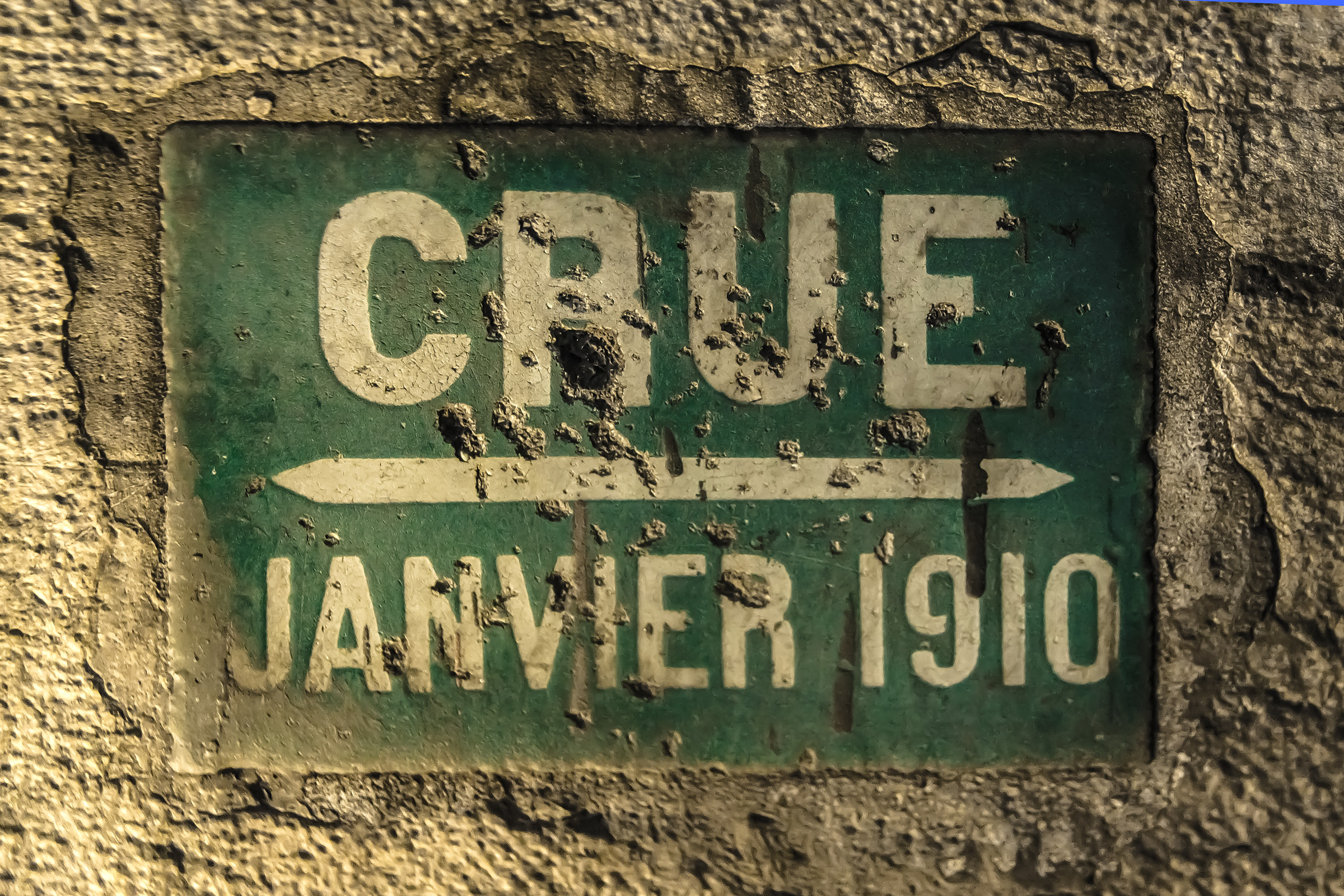
Hochwassermarke von 1910 in Paris

- Am 20. Januar wird die Schifffahrt auf der Seine in Paris eingestellt, da unter den Brücken nicht mehr genug Platz zum Passieren ist.[1]
- Am 21. Januar stoppt die Druckluftfabrik im XIII. Arrondissement die Produktion, was den Stopp von Aufzügen und öffentlichen Uhren mit sich bringt.[1]
- Am 23. Januar erreicht die Seine die Höhe der Kaimauern, die für frühere Hochwasser aus dem Jahr 1876 ausgelegt sind: ein Teil von Paris wird überflutet.[1]
- Am 28. Januar 1910 sind 22.000 Keller und hunderte Straßen mit Wasser und Eis überschwemmt und werden immer weiter mit Abwasser verschmutzt. Es wurden nämlich zehntausende unterirdische Abwassergruben geflutet, die nicht an die gemeindliche Kanalisation angeschlossen waren. Die Tanker, die außerhalb von Paris noch Verbliebene evakuieren müssen, können nicht mehr unter den Brücken hindurchfahren. Die sanitäre Lage wird Besorgnis erregend, es werden Fälle von Typhus und Scharlach gemeldet.
- Mitte März ist das Hochwasser vollständig zurückgegangen.

## Schäden
Das Hochwasser verursachte direkte Schäden in Höhe von 400 Millionen Goldfranken (≙ mehr als 1,6 Milliarden Euro). Hinzu kommen 50 Millionen Goldfranken für die Hilfskräfte.
Buchhandlungen und Verlage erlitten große Verluste, all ihre Bestände wurden vernichtet.

### Ivry-sur-Seine

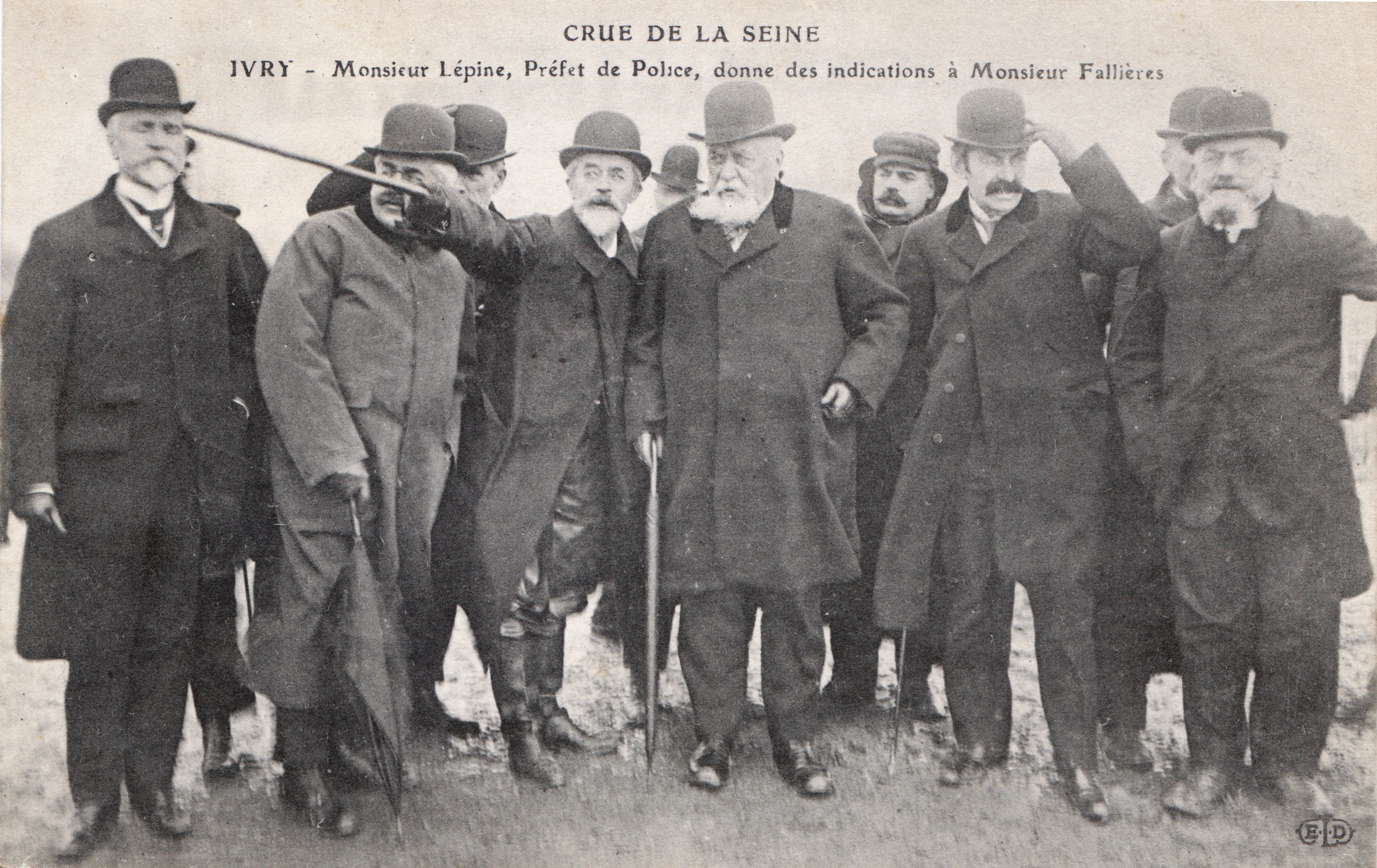
« Ivry. Monsieur Lépine, préfet de police, donne des indications à Monsieur Fallières. » („Ivry. Herr Lépine, Polizeipräfekt, gibt Herrn Fallières Hinweise.“)

Nach der Überschwemmung explodierte die Essigfabrik Pagès Camus, es folgte ein vernichtender Brand. Ivry-sur-Seine, teilweise komplett zerstört, wurde von vielen Persönlichkeiten, wie z. B. Armand Fallières, Aristide Briand, Alexandre Millerand und Louis Lépine besucht.

### Paris
In Paris wurden 20.000 Gebäude überschwemmt. Die Hälfte des damals bestehenden Métro-Netzes wurde geflutet.
In der Banlieue war die Situation flussaufwärts wie flussabwärts mit 30.000 überschwemmten Häusern ebenfalls dramatisch.

### Gennevilliers
In Gennevilliers wurden die Deiche komplett überflutet und das Ausströmen von Abwasser verschlimmerte die Lage. Besonders die gemeindlichen Gebäude waren betroffen. Mehr als 1000 Wohnungen wurden überflutet, 150 evakuiert und 13 stürzten sogar ein.

### Villeneuve-la-Garenne
In Villeneuve-la-Garenne erreichte das Hochwasser katastrophale Ausmaße. Trotz Deichen stand das Wasser an vielen Stellen 1,20 m hoch. Landwirtschaftlichen Flächen wurden verwüstet, Häuser stürzten ein, viele Tiere ertranken. In Teilen der Gemeinde konnte man die Häuser durch die Fenster des ersten Stocks betreten. Ab dem 21. Januar standen die Straßen nach Gennevilliers und Asnières unter Wasser. Am 26. Januar wurden die Schulen evakuiert. In der Nacht vom 27. auf den 28. Januar wurden die Deiche überspült. Die am schlimmsten betroffenen Familien wurden mittels Booten oder Behelfsboote evakuiert. Es dauerte wenige Tage, bis die Pegel wieder fallen, jedoch nahmen die Aufräumarbeiten mehrere Wochen in Anspruch.

### L’Île-Saint-Denis, Saint-Denis und Épinay-sur-Seine
Das Hochwasser richtete ebenso große Schäden in den westlichen Gebieten an, wo heute das Département Seine-Saint-Denis (L’Île-Saint-Denis, Saint-Denis, Épinay-sur-Seine) liegt.

### Seinetal
Da sechs Säuberungs- und Müllverbrennungsfabriken am Seineufer unzugänglich waren, rief der Präfekt Louis Lépine die Operation Ordures au fil de l’eau („Müll im Wasserlauf“) aus, um Epidemien zu vermeiden: 500 Hippomobile-Wagen sammelten jeden Morgen 1500 Tonnen Abfälle und kippten diese von der Pont de Tolbiac und dem Viaduc d’Auteuil in die Seine, um sie in den Ärmelkanal zu verfrachten. Wegen des Rückgangs des Wassers sammelte sich der Müll bald auf den Kais und in den Auwälder der flussabwärts gelegenen Gemeinden, was Proteste dieser hervorrief.

## Fotogalerie

### In Paris

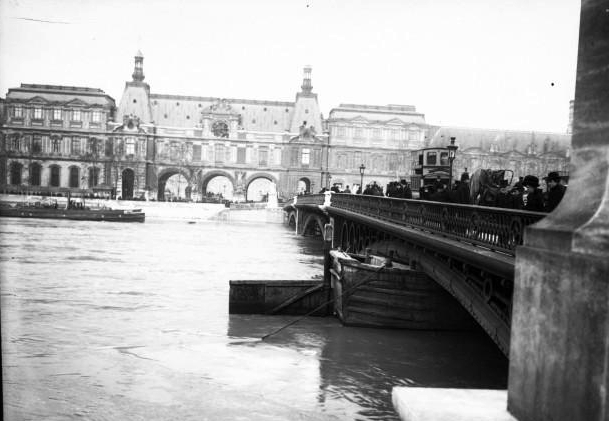
Die Pont des Saint-Pères
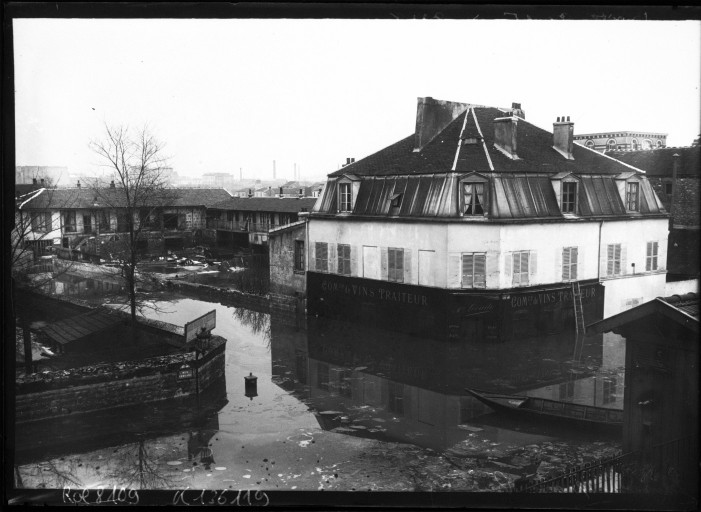
Die Rue Leblanc, im 15. Arrondissement
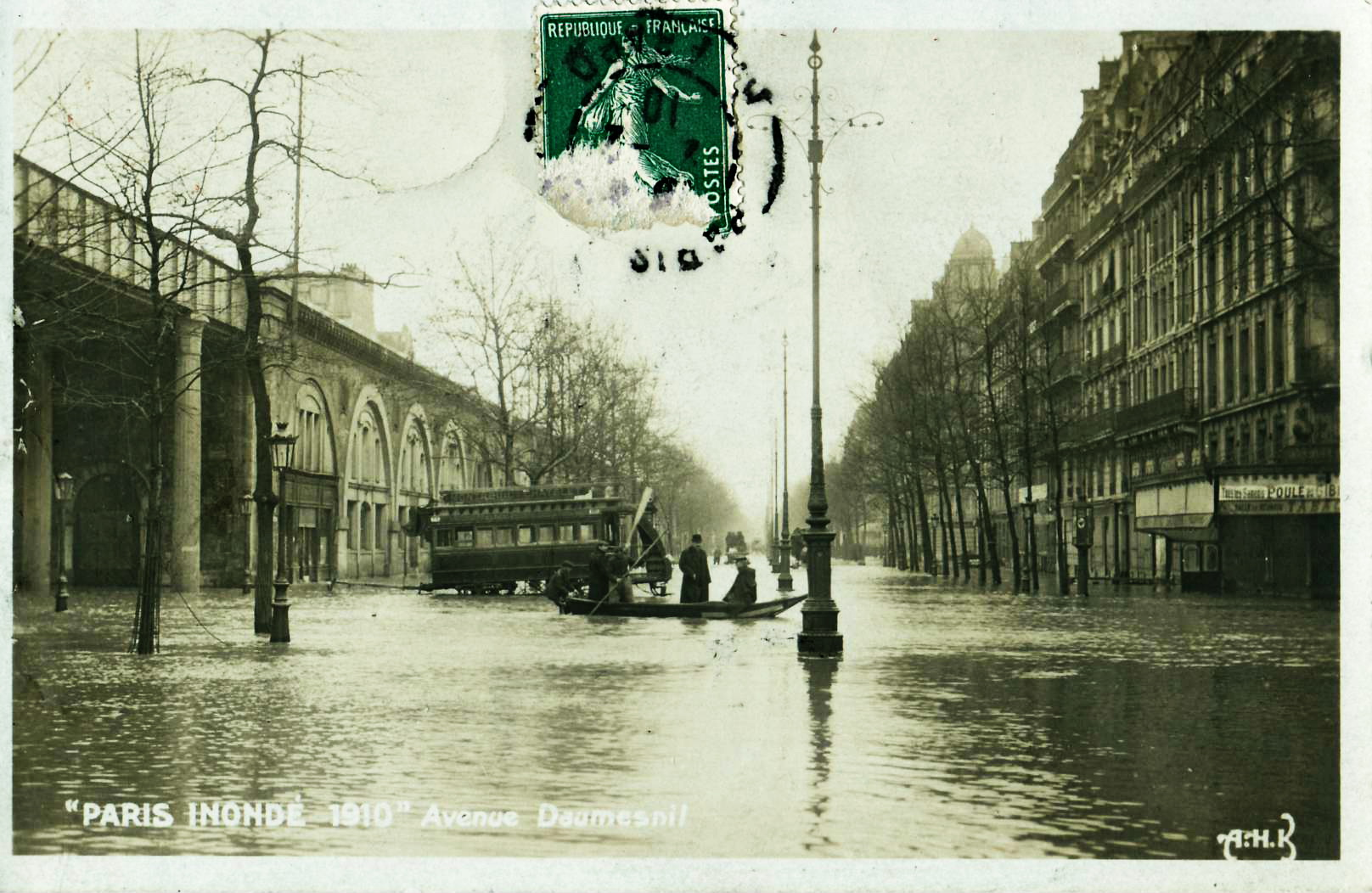
Die Avenue Daumesnil
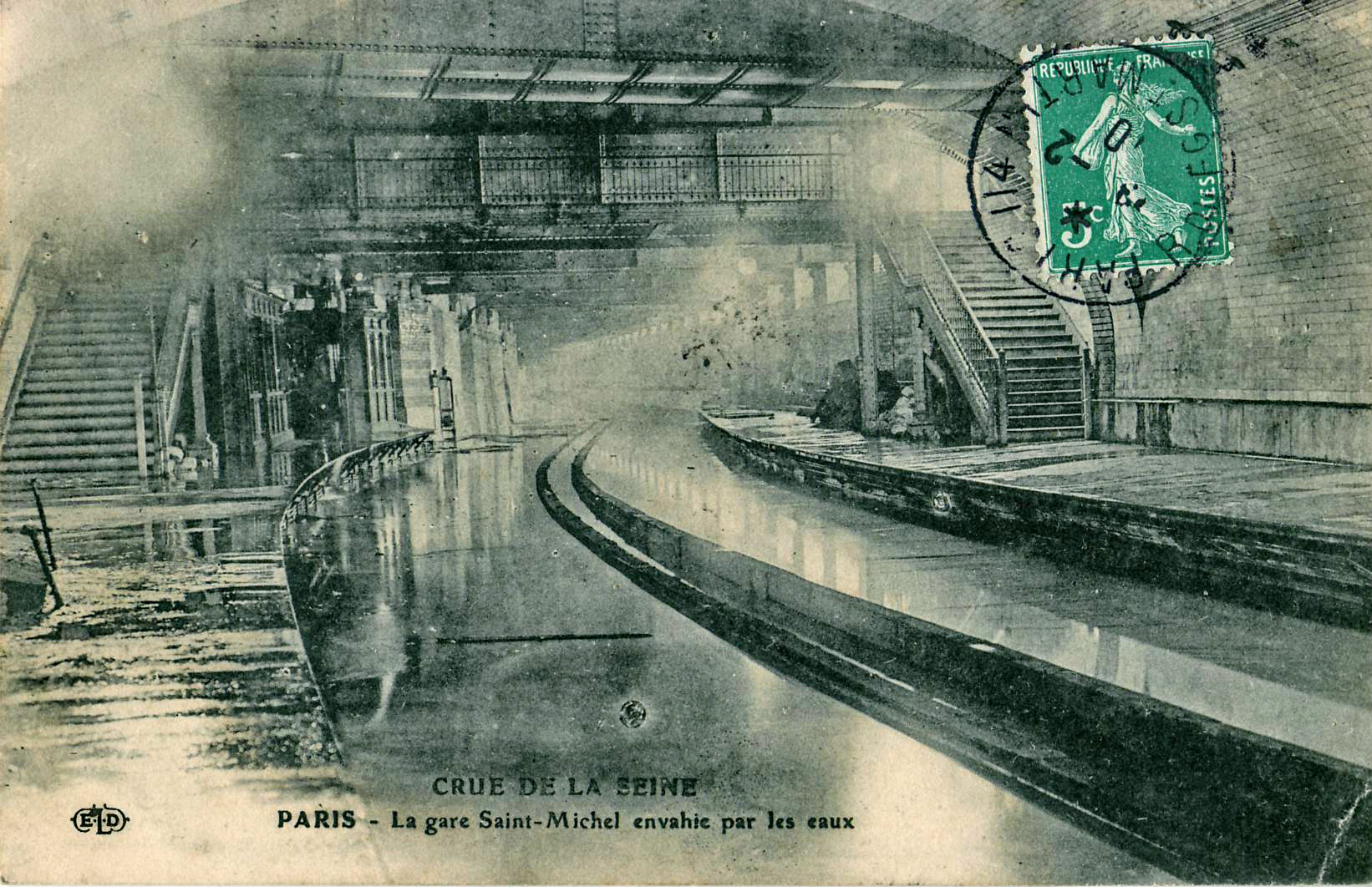
Das Hochwasser unterbrach einen Großteil der öffentlichen Verkehrsmittel, hier der Gare Saint-Michel – Notre-Dame

### In der Pariser Umgebung

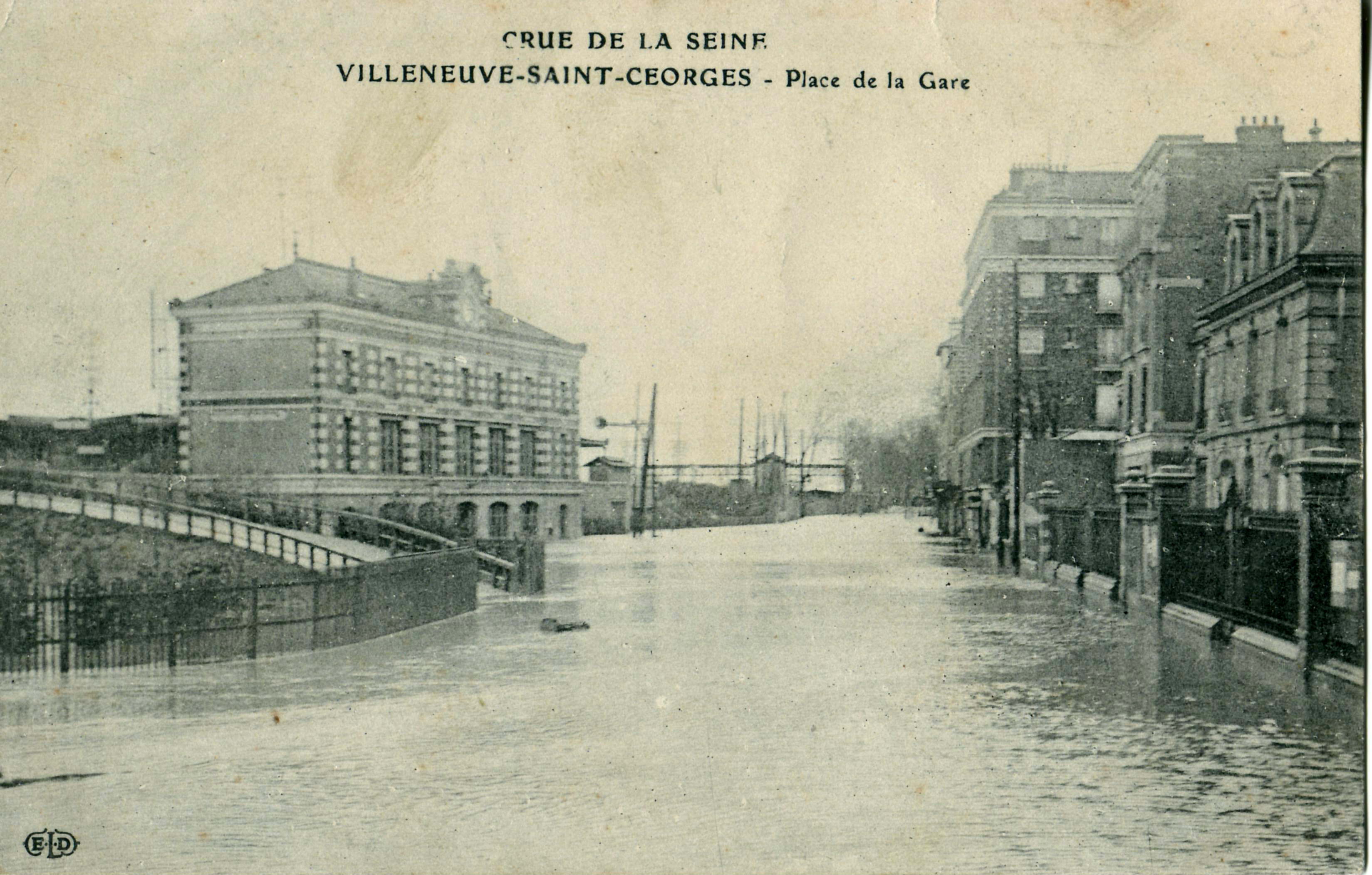
Der Bahnhofsvorplatz in Villeneuve-Saint-Georges, flussaufwärts von Paris
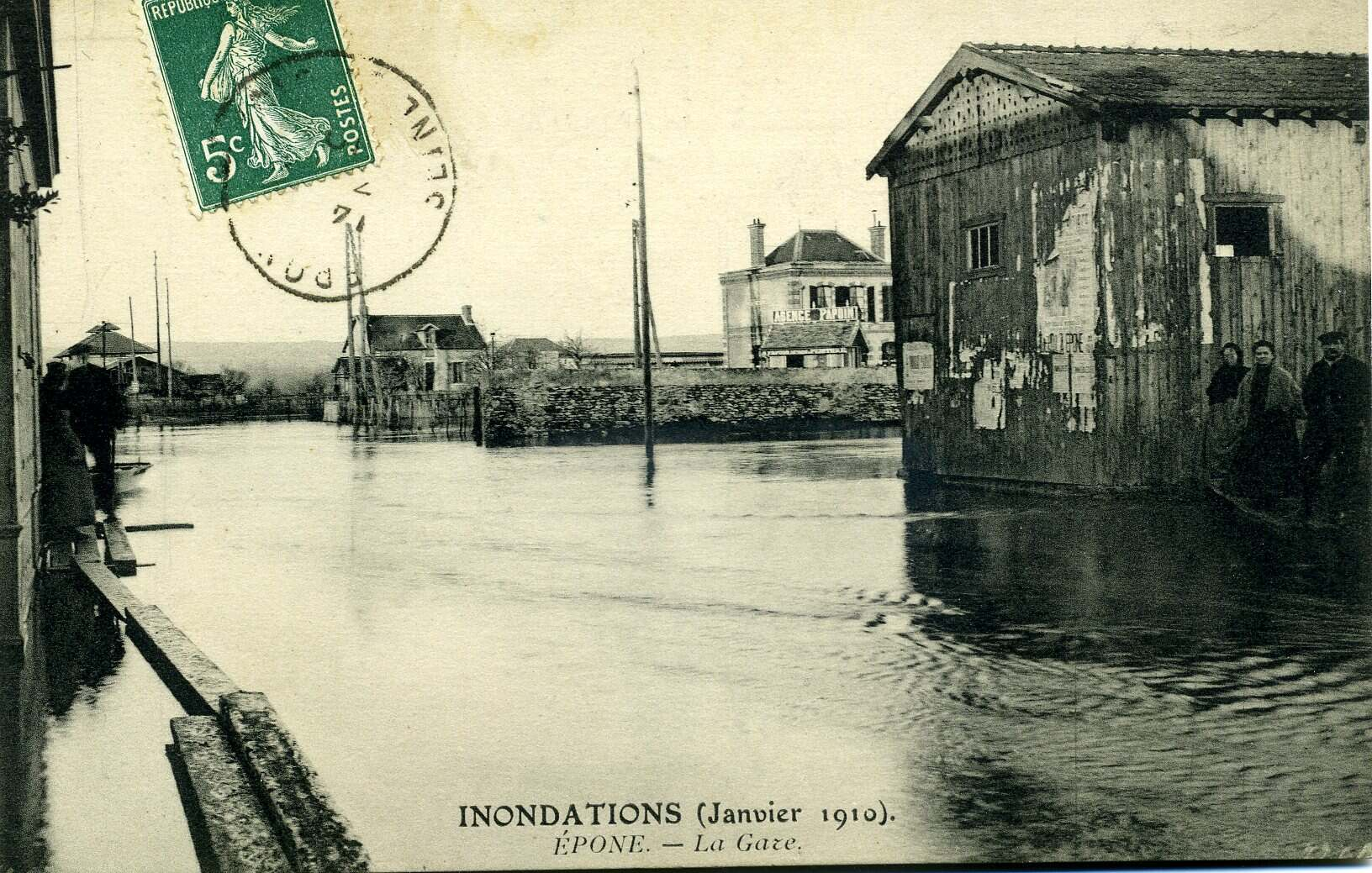
Der Gare d’Épône – Mézières
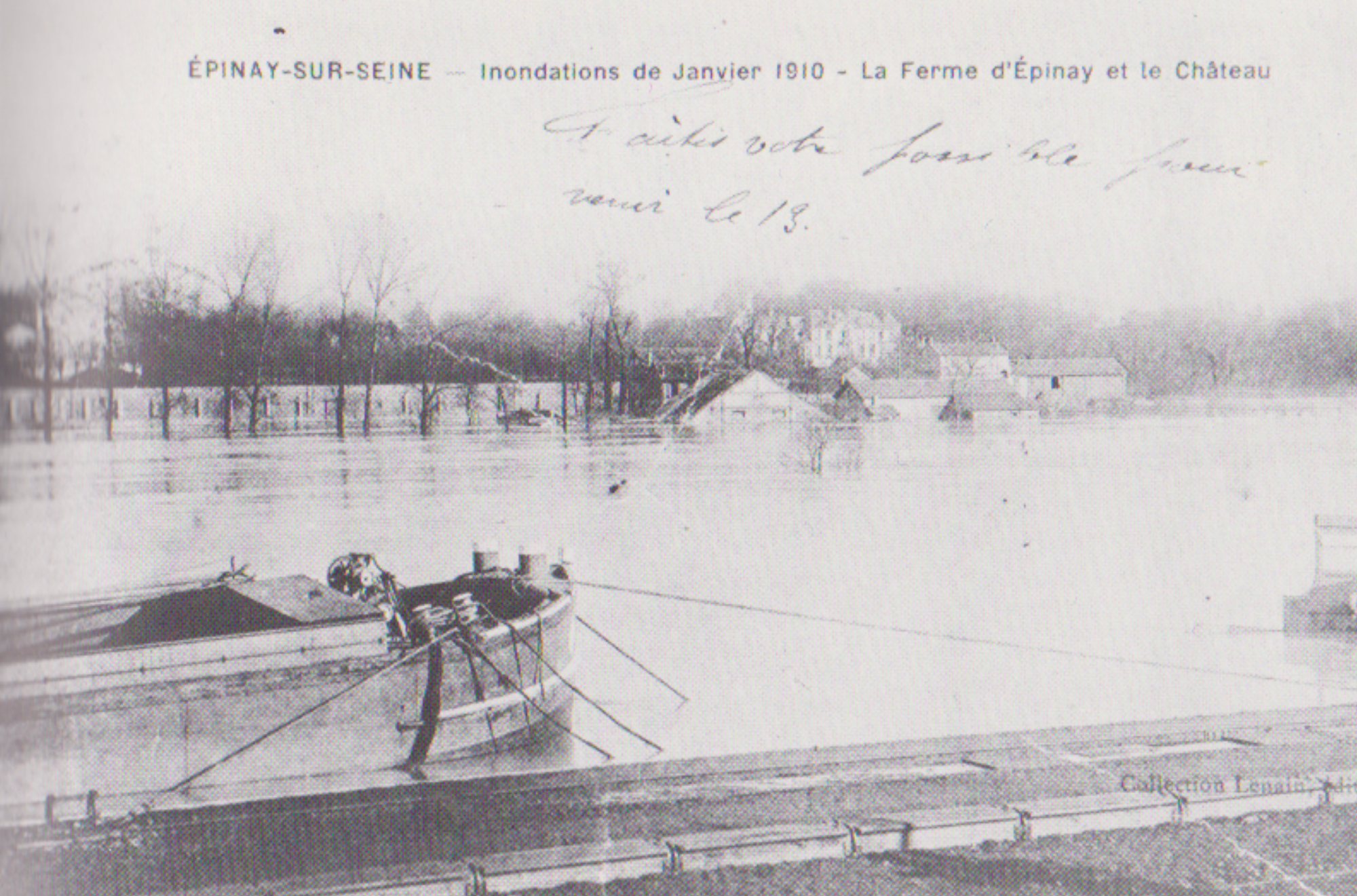
Überflutung in Épinay-sur-Seine
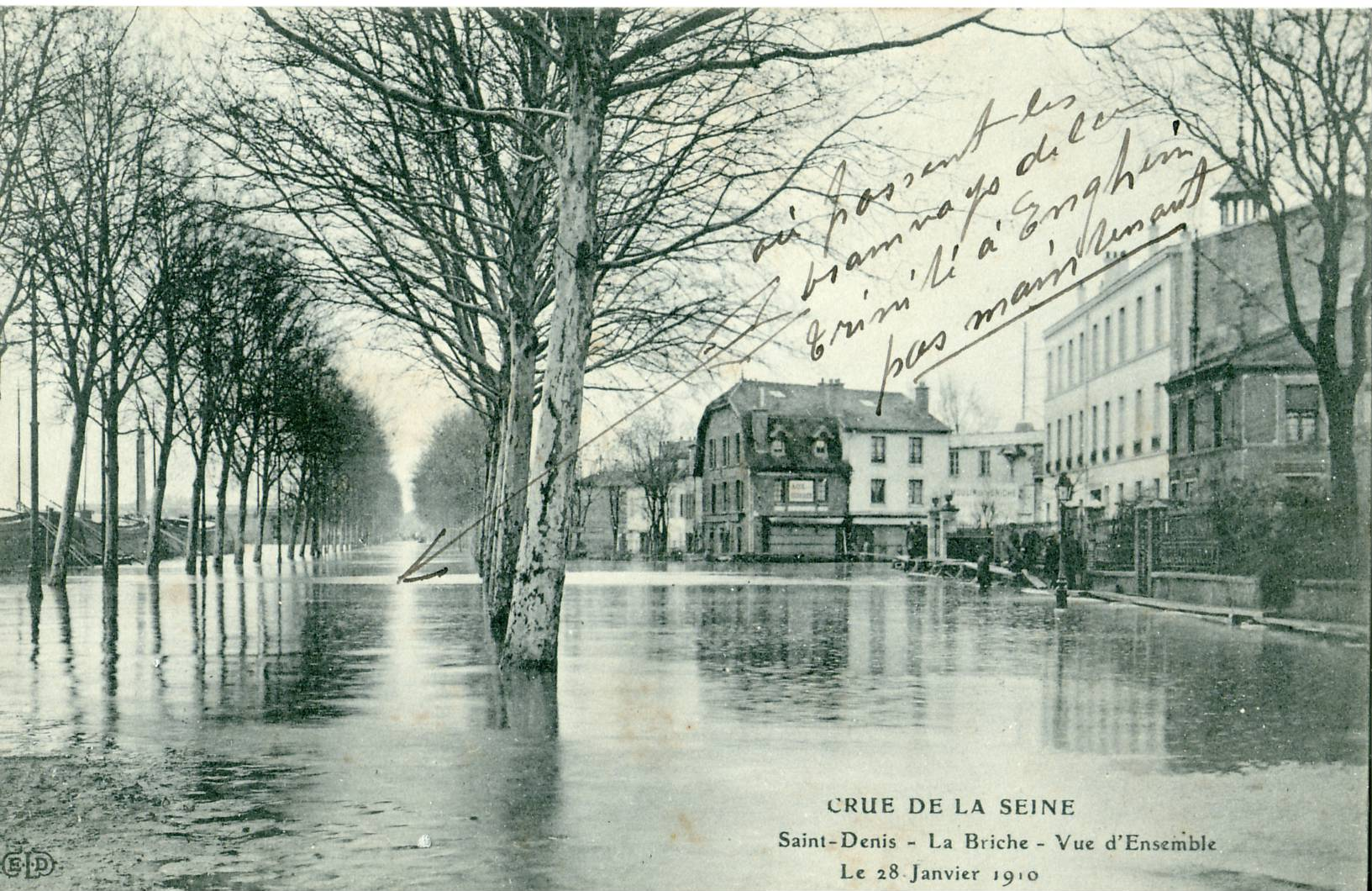
Hochwasser bei Saint-Denis und Épinay-sur-Seine
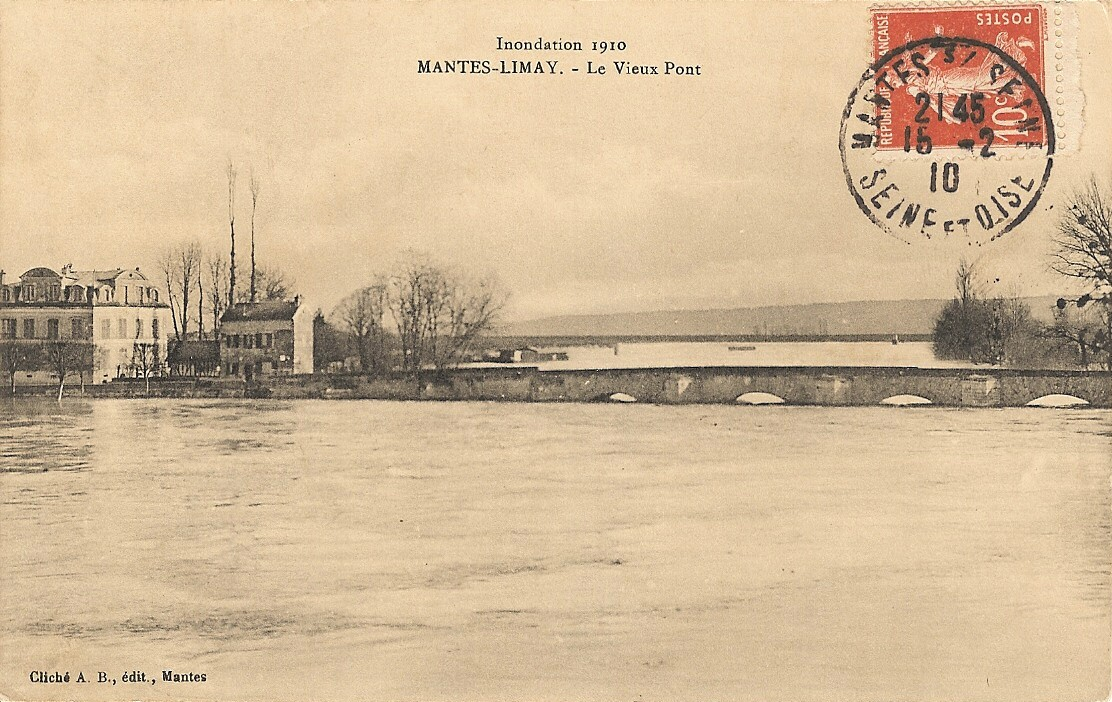
Hochwasser an der Vieux pont de Limay
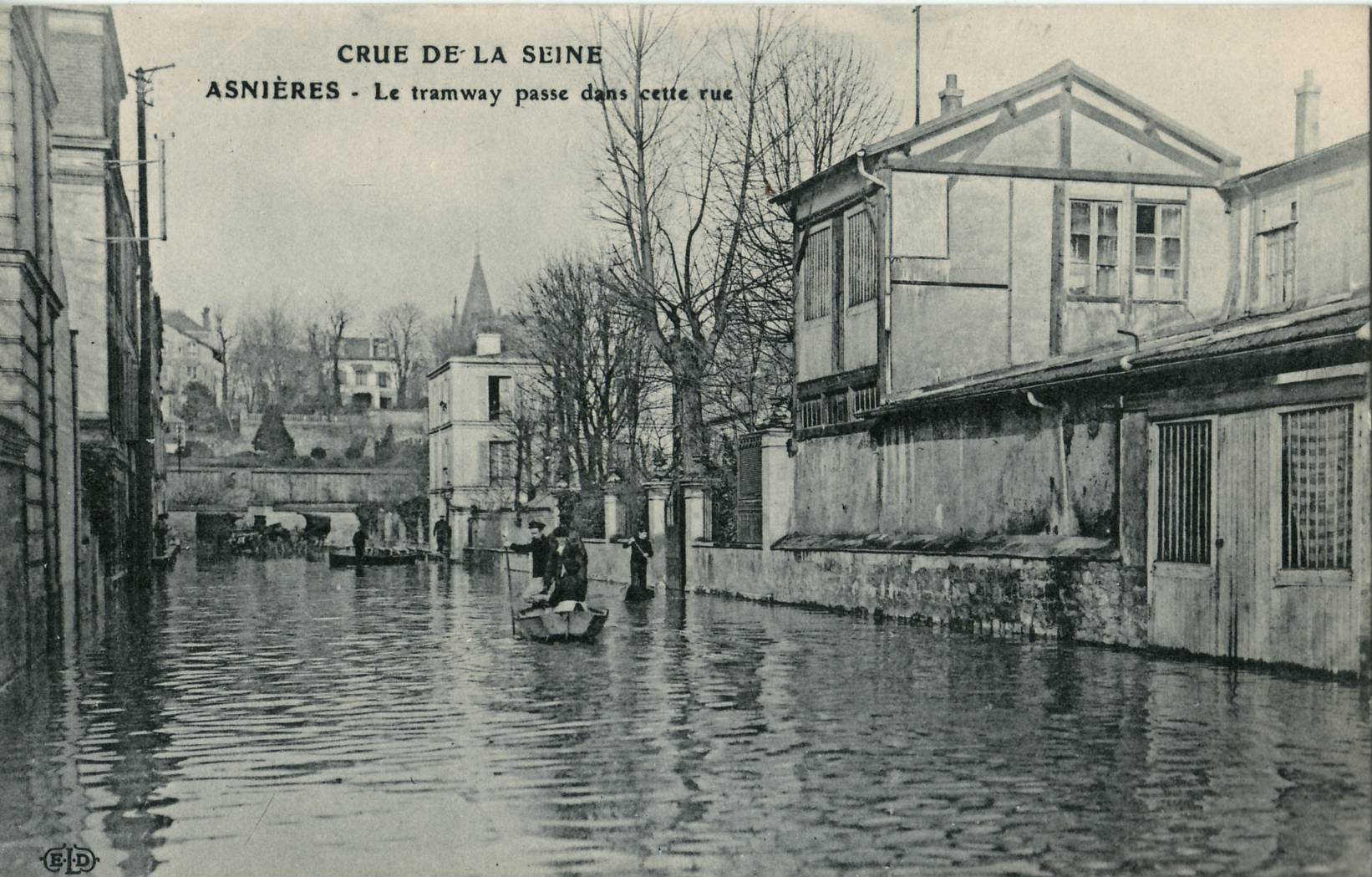
« Le tramway passait dans cette rue d'Asnières-sur-Seine » („Die Straßenbahn fuhr durch diese Straße von Asnières-sur-Seine“)
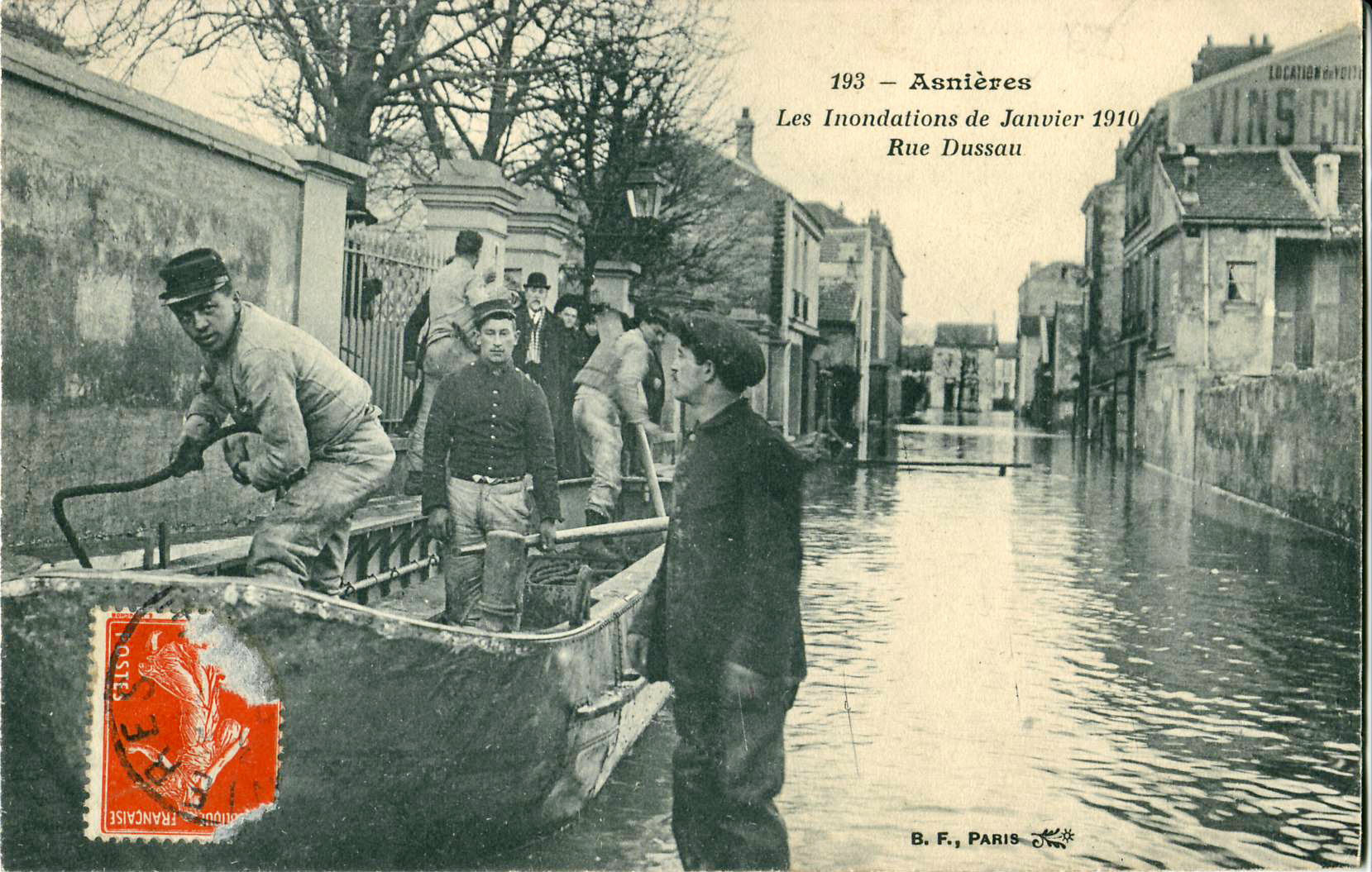
Hilfskräfte des Militärs in Asnières-sur-Seine
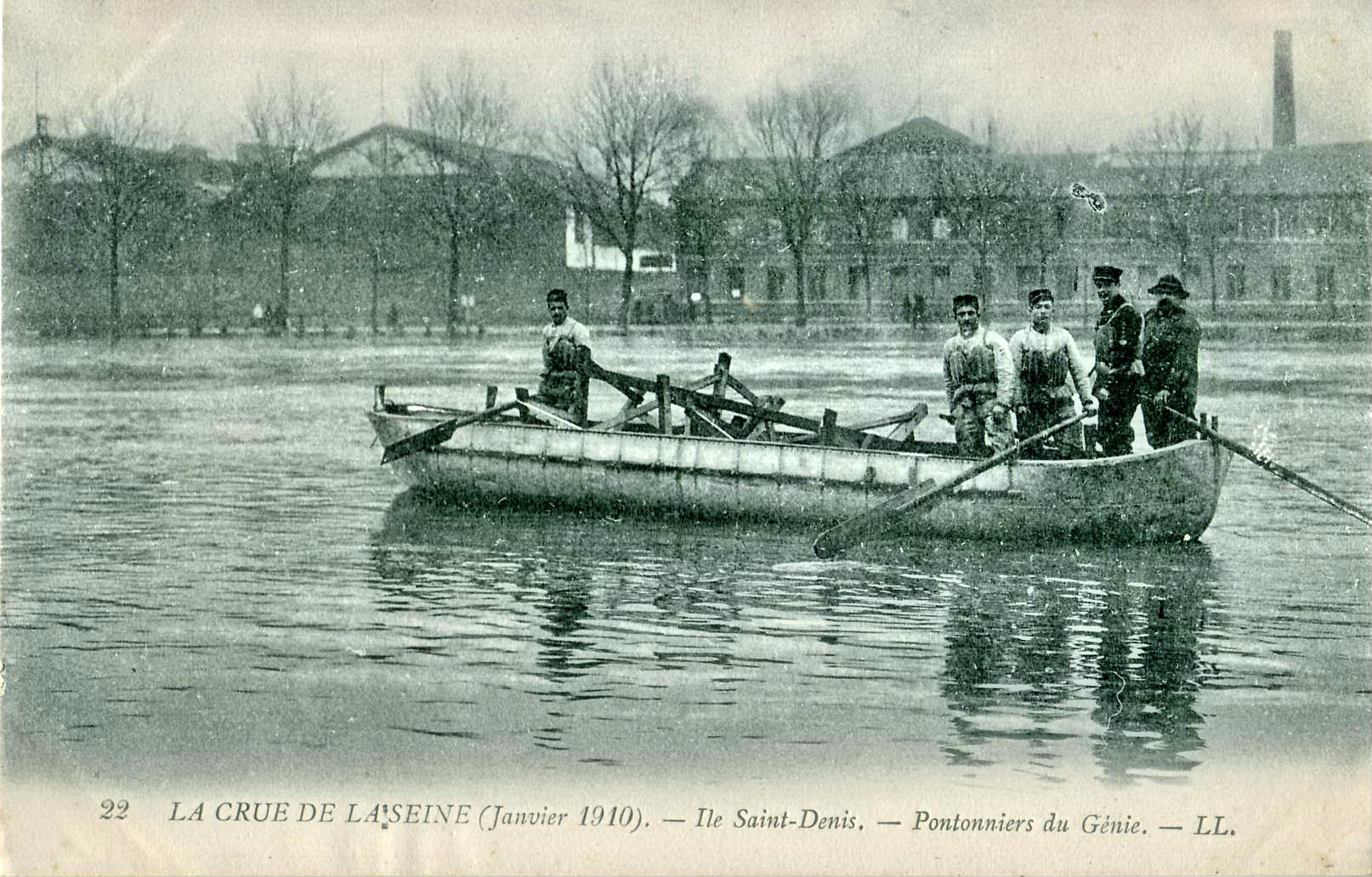
Die Genietruppe half bei den Hilfsmaßnahmen in L’Île-Saint-Denis

### Hochwassermarken

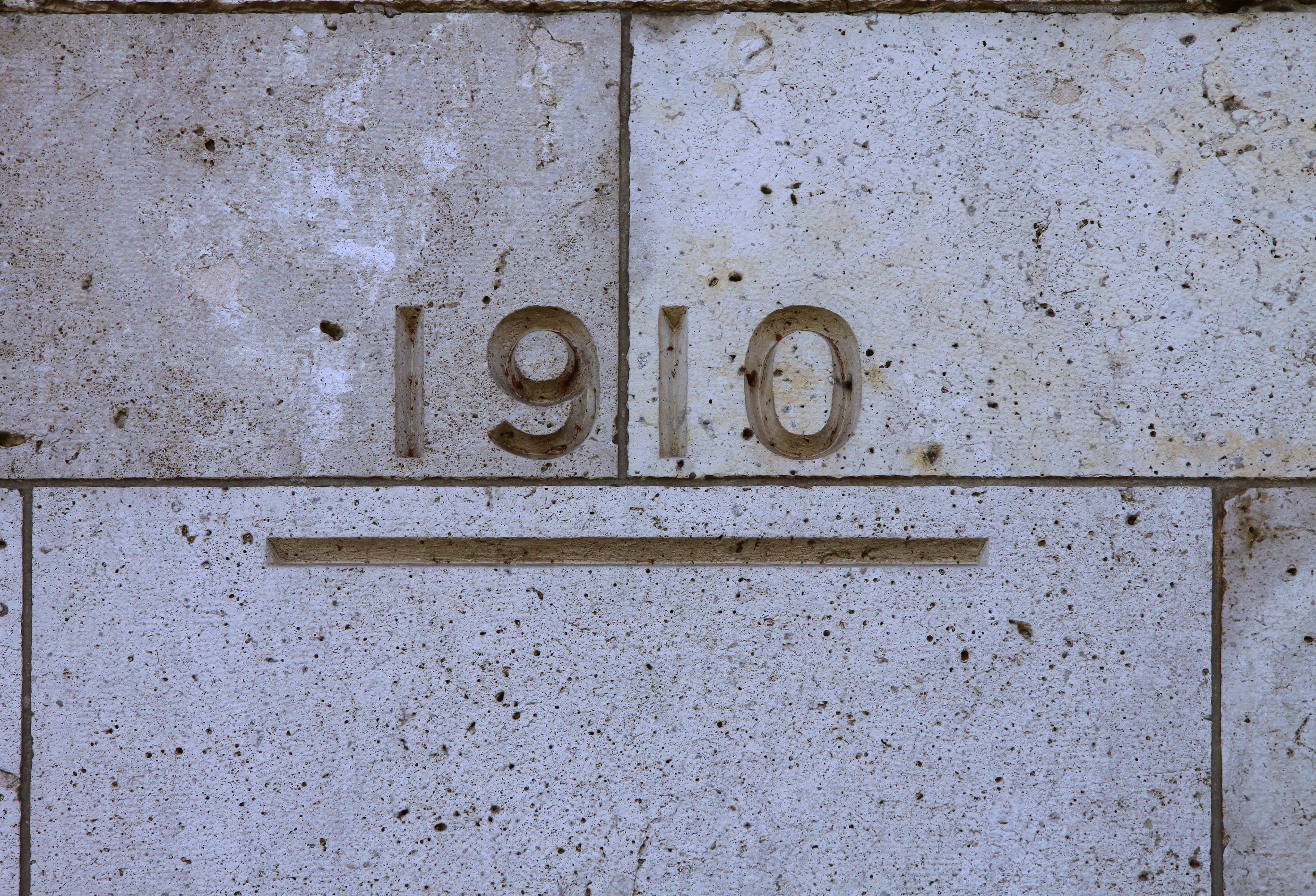
Paris, an der Pont Alexandre III
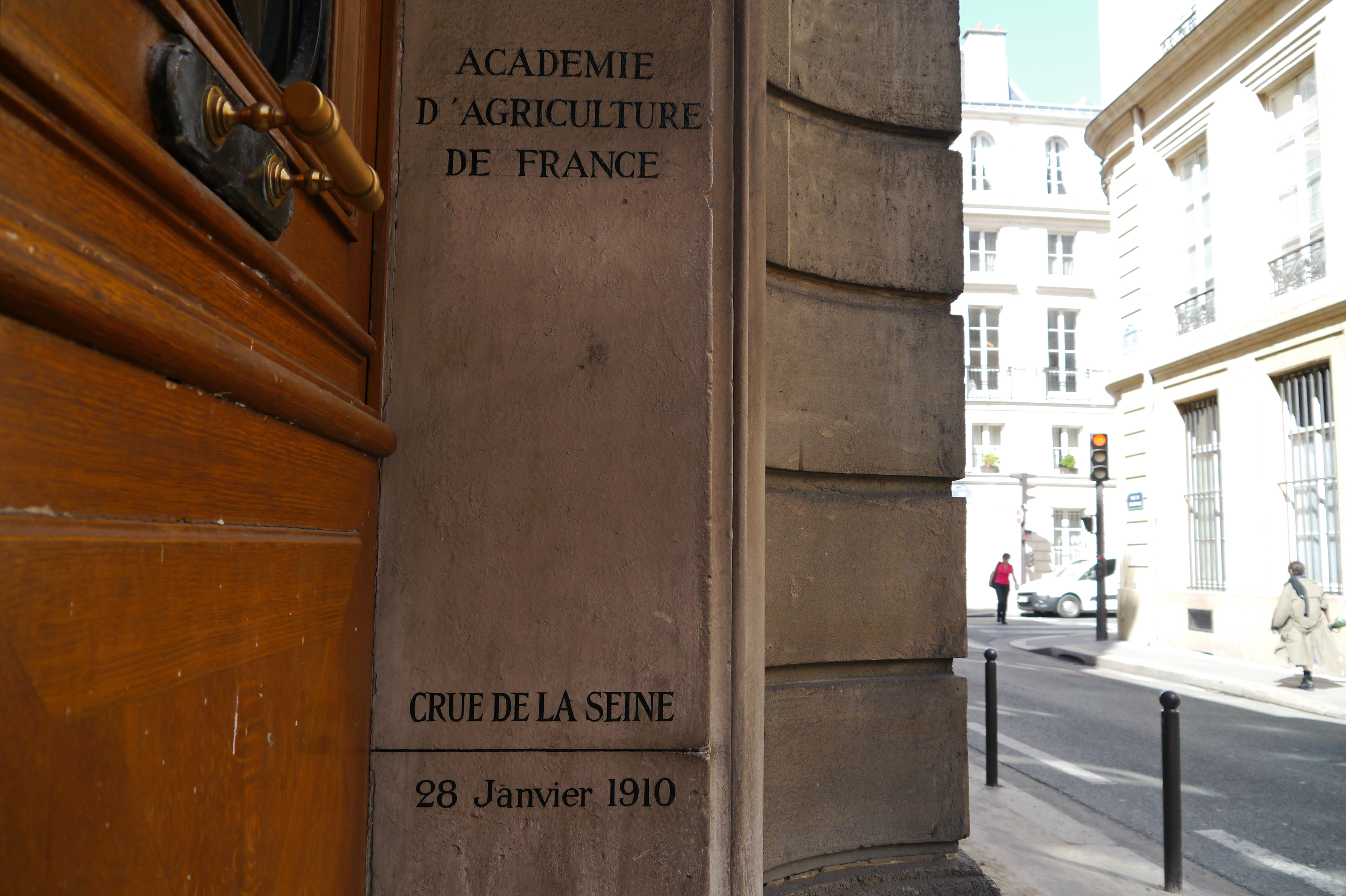
Paris, Rue de Bellechasse, Académie d'agriculture de France
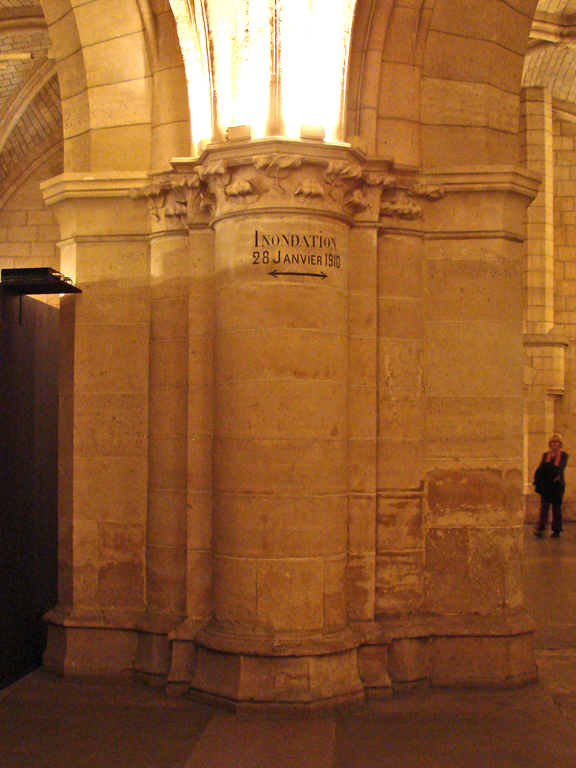
Paris, Conciergerie
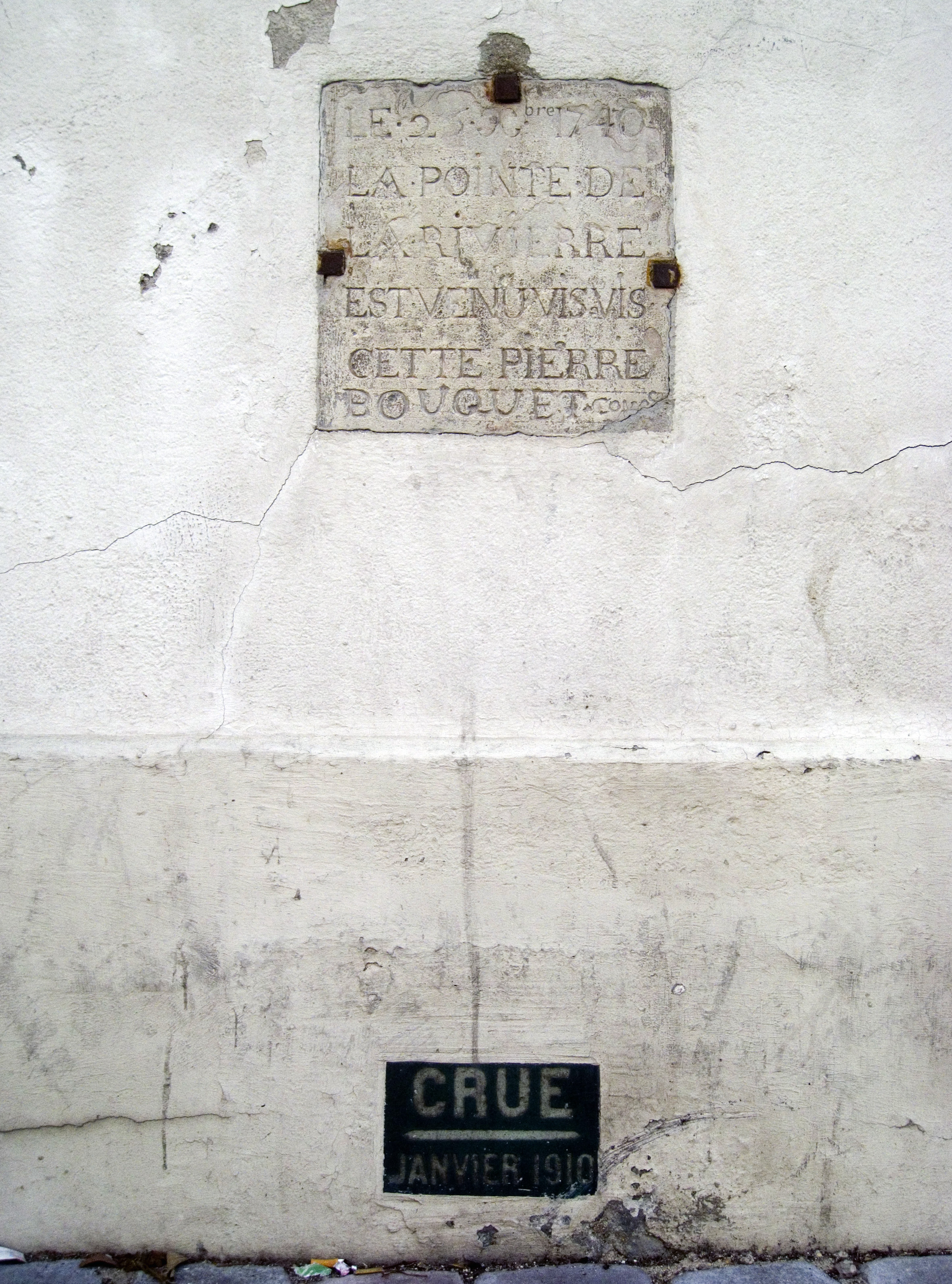
Paris, Hôpital des Quinze-Vingts, oben Hochwassermarke von 1740
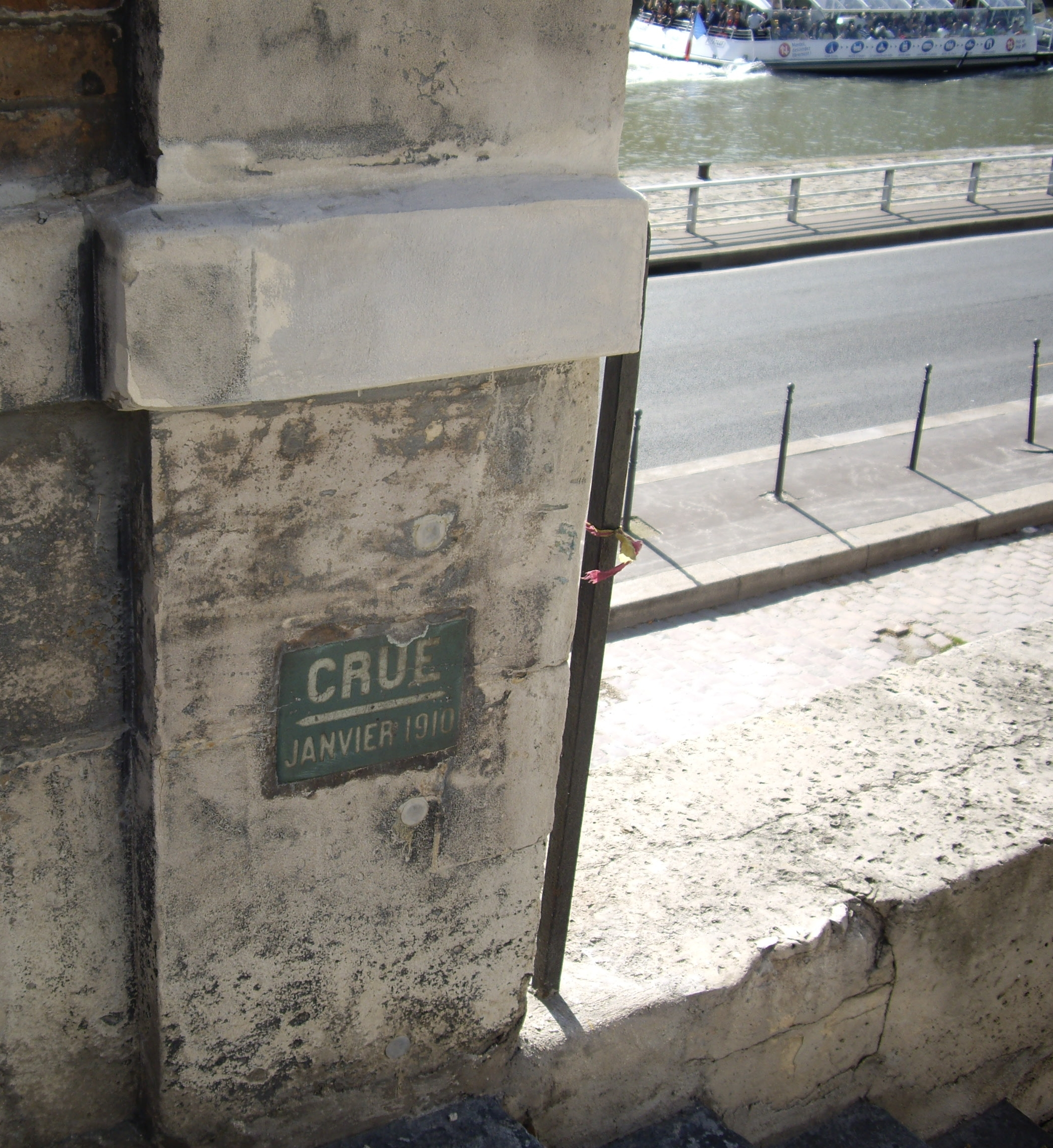
Paris, Port des Célestins
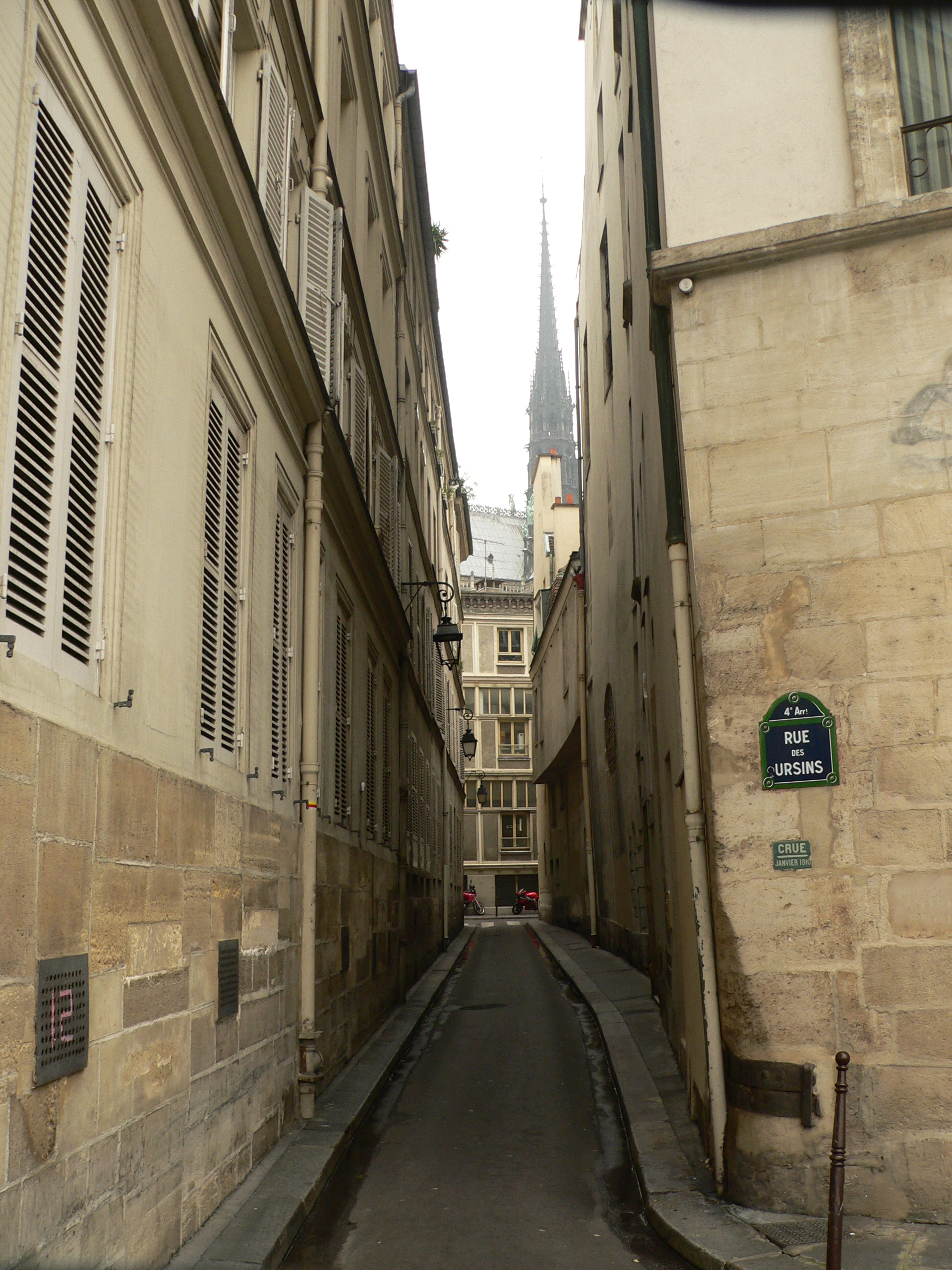
Paris, Rue des Ursins
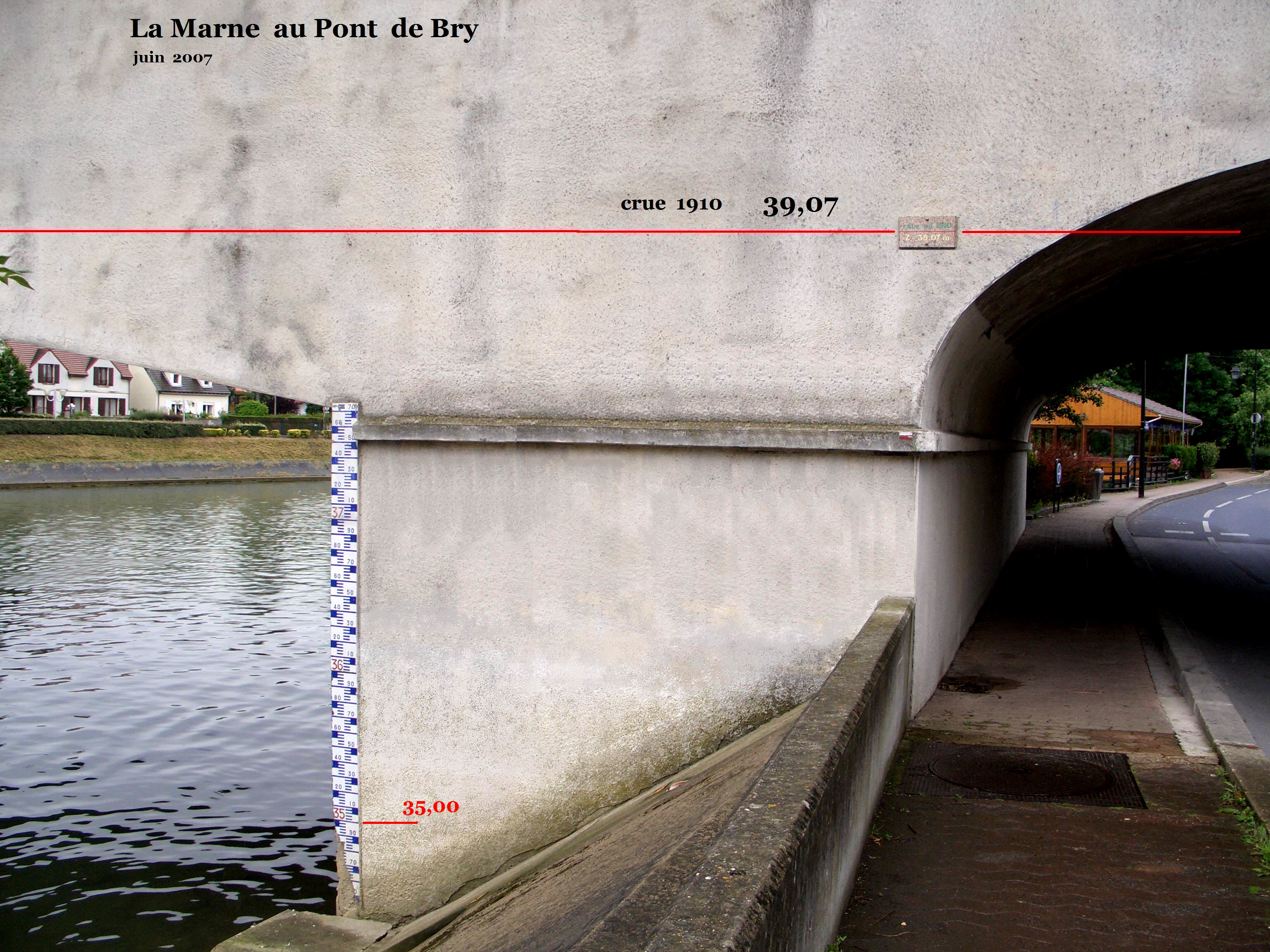
Val-de-Marne, an der Marne-Brücke Pont de Bry
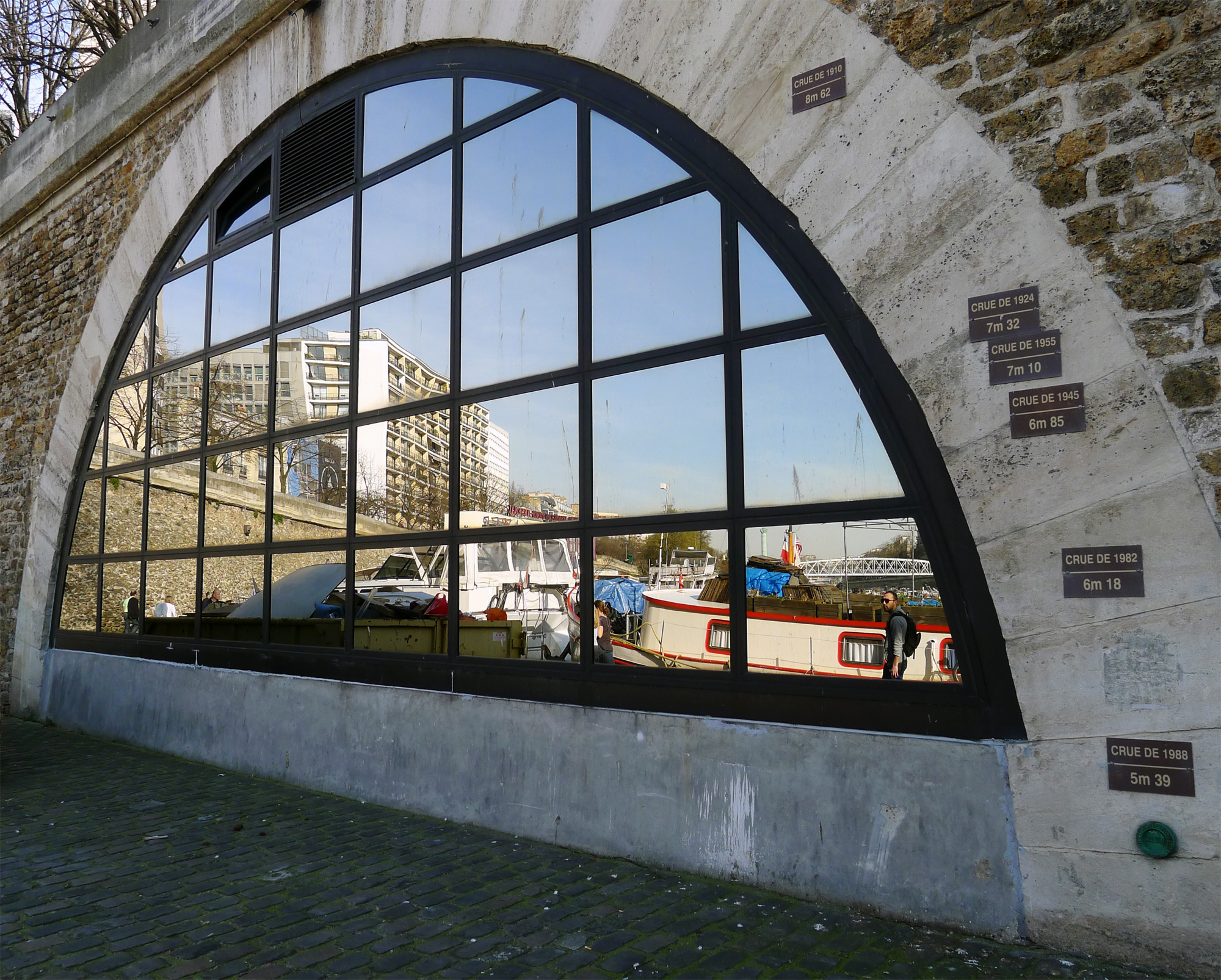
Hochwassermarken an der Port de l’Arsenal

## Videos
- Paris sous les eaux: une vidéo de l’inondation de 1910 auf bigbrowser.blog.lemonde.fr (französisch)
- La crue de la Seine. auf France 3 Paris Île-de-France (französisch)
- Jean-Christophe Victor, Fernsehsendung Mit offenen Karten, vom 4. und 11. Juni 2016 (arte): Paris unter Wasser – Gefahr bekannt, Gefahr verkannt. (YouTube; Fragestellung, ob sich ein solches Ereignis heute wiederholen könnte und die möglichen Folgen)